# Port Dickson (district)
Port Dickson is een district in de Maleisische deelstaat Negeri Sembilan.
Het district telt 115.000 inwoners op een oppervlakte van 560 km².